# Ubušínek
Ubušínek (in tedesco Klein Ubuschin) è un comune ceco situato nel distretto di Žďár nad Sázavou, nella regione di Vysočina.